# Hugh Hale Leigh Bellot
Hugh Hale Leigh Bellot, född 1860 och död 1928, var en brittisk jurist.
Bellot blev advokat i Inner temple 1890, och senare professori statsrätt i London, ledamot av institutet för internationell rätt, sekreterare i kommittén angående brott mot "krigets lagar". Bland Bellots skrifter märks Commerce in war (1907, tillsammans med L. A. Jones), The law relating to unconscionable bargains with moneylenders (1897), samt flera upplagor av kommentarer över brittisk rätt.